# The Smithereens
The Smithereens – amerykańska grupa rockowa założona w 1980 roku w New Jersey.
Zespół założyli wokalista Pat DiNizio, gitarzysta Jim Babjak, gitarzysta basowy Mike Mesaros oraz perkusista Dennis Diken. Początkowo współpracowali z kompozytorem Otisowi Blackwellowi jako grupa akompaniująca. W 1986 roku zespół wydał debiutancki album Especially for You wydany przez Enigma Records. Płyta oraz singel Blood and Roses pochodzący z tego albumu zyskała duże uznanie w radiach studenckich. Dwa lata później, po długiej trasie koncertowej, zespół wydał album Green Thoughts. Dużym sukcesem była trzecia płyta pt. 11.
Utwory zespołu często pojawiają się na filmowych ścieżkach dźwiękowych. 

## Skład zespołu
- Pat DiNizio(inne języki) – wokal (zmarły 2017)
- Jim Babjak(inne języki) – gitara
- Mike Mesaros – gitara basowa
- Dennis Diken(inne języki) – perkusja

## Dyskografia
Albumy studyjne:
1. Especially for You (1986)
2. Green Thoughts (1988)
3. 11 (1989)
4. Blow Up (1991)
5. A Date with the Smithereens (1994)
6. God Save the Smithereens (1999)
7. Meet The Smithereens! (2007)
8. Christmas with The Smithereens (2007)
9. B-Sides The Beatles (2008)
10. The Smithereens Play Tommy (2009)
11. 2011 (2011)
12. The Lost Album (2022)

Ponadto zespół wydał kilkanaście kompilacji i albumów koncertowych.